# Ferme Framboos
Ferme Framboos is een Belgisch bier. Het wordt gebrouwen door Brouwerij De Vlier te Holsbeek.
Ferme Framboos is een roze fruitbier met een alcoholpercentage van 8%. Het wordt gemaakt met frambozen van hoeve “De Ferme Framboos” uit Sint-Agatha-Rode. De basis van het bier is Gulden Delle. De hoofdgisting gebeurt met lage gist en melkzuurbacterie. Daarna gebeurt een nagisting met champagnegist en hergisting in de fles.
Het bier wordt vermeld bij de Vlaams-Brabantse streekproducten.